# Random Lunch
Le Random Lunch, Mystery Lunch, Secret Lunch ou encore Déjeuner Aléatoire est une méthode qui consiste à sélectionner de manière aléatoire des personnes d'un groupe donné pour déjeuner ensemble. Souvent, ces groupes sont des membres d'une organisation, d'une entreprise ou d'un collectif de personnes qui partagent un intérêt commun. Les rencontres aléatoires permettent d'encourager des personnes à échanger ensemble, de façon informelle. Ces échanges sont considérés comme propices à la réalisation de projets : ils créent des synergies et facilitent l'innovation. Dans les entreprises, les déjeuners aléatoires sont organisés par le Département des Ressources Humaines. Ils tombent alors dans le domaine de la marque employeur, ou le développement des ressources humaines.

## Problème Mathématique
Dans un Random Lunch, on souhaite favoriser les nouvelles rencontres. Avec le nombre croissant de déjeuners, il devient de plus en plus difficile de trouver des groupes qui ne se connaissent pas. C'est un cas particulier de la recherche maximale de divers groupes. Pour le résoudre, on utilise une distance entre les différents éléments, dans le cas du Random Lunch la date du dernier déjeuner, et on tente de maximiser la somme totale. Le problème est NP-complet, et donc non résoluble efficacement.